# Raión de Borshchiv
Raión de Borshchiv (en ucraniano: Борщівський район, Borshchivskyi raion) fue un raión o distrito de Ucrania en el óblast de Ternopil. En la reforma territorial de 2020, su territorio fue incluido en el raión de Chortkiv.
Comprendía una superficie de 1006 km².
La capital era la ciudad de Borshchiv.

## Demografía
Según estimación 2010 contaba con una población total de 69744 habitantes.

## Otros datos
El código KOATUU es 6120800000. El código postal 48700 y el prefijo telefónico +380 3541.